# Chun Sovannarith
Chun Sovannarith ist ein kambodschanischer Diplomat.

## Werdegang
Seit 2005 ist Chun für das Außenministerium tätig. Unter anderem war er Gesandter-Botschaftsrat und stellvertretender Chef der Mission in der kambodschanischen Botschaft in Brüssel, mit Zuständigkeit für Belgien, die Niederlande, Luxemburg, Österreich und die Europäische Union. Im Außenministerium hatte Chun die Position des stellvertretenden Generaldirektors der Abteilung ASEAN inne.
Am 29. April 2025 übergab Chun seine Akkreditierung als erster kambodschanischer Botschafter mit Sitz in Osttimors Hauptstadt Dili.

## Auszeichnungen
Für seine herausragenden Leistungen als Überlebender des Regimes der Roten Khmer erhielt Chun die Goldmedaille für herausragende Leistungen von  Premierminister Hun Sen und die Medaille Thnak Moha Seray Wath von König Norodom Sihamoni.